# HD133112
HD133112 — хімічно пекулярна зоря спектрального класу A4, що має видиму зоряну величину в смузі V приблизно  6,6.
Вона  розташована на відстані близько 305,4 світлових років від Сонця.

## Фізичні характеристики
Зоря HD133112 обертається 
досить швидко 
навколо своєї осі. Проєкція її екваторіальної швидкості на промінь зору становить  Vsin(i)=113км/сек.